# Харрис-Перри, Мелисса
Мели́сса Викто́рия Ха́ррис-Пе́рри (англ. Melissa Victoria Harris-Perry; 2 октября 1973, Сиэтл, Вашингтон, США) — американская писательница, профессор, телеведущая и политический комментатор.

## Биография
Мелисса Виктория Харрис родилась 2 октября 1973 года в Сиэтле (штат Вашингтон, США) в семье первого декана афро-американских отношений в Виргинском университете и преподавательницы в колледже Дайаны Грэй, работающей над докторской диссертацией, когда они познакомились. Мелисса выросла в Ричмонде (штат Виргиния).
Мелисса окончила Университет Уэйк-Форест со степенью бакалавра в области английского языка и получила докторскую степень в области политологии в Университете Дьюка. Харрис также получила почётную докторскую степень в «Meadville Lombard Theological School» и изучала теологию в Объединённой богословской семинарии в Нью-Йорке.

## Карьера
Мелисса работала для некоммерческих организаций, которые предоставили такие услуги, как детские сады, здравоохранение для людей в сельской местности и доступ к репродуктивному обслуживанию для бедных женщин.

## Личная жизнь
В 1999—2005 года Мелисса была замужем за Деннисом Лейсуэллом. В этом браке Харрис-Перри родила своего первенца — дочь Паркер Лейсуэлл (род. 2002).
С 3 октября 2010 года Мелисса замужем во второй раз за Джеймсом Перри. В этом браке у Харрис родилась вторая дочь (род. 14.02.2014 суррогатной матерью).